# المنچز
المنچز (به فرانسوی: Almenêches) یک کمون در فرانسه است که در Canton of Mortrée واقع شده‌است.

## خصوصیات
المنچز ۲۰٫۲۷ کیلومترمربع مساحت و ۶۴۹ نفر جمعیت دارد و ۱۷۱ متر بالاتر از سطح دریا واقع شده‌است.